# Nash Twin Ignition Eight
Der Nash Twin Ignition Eight war der erste Achtzylinder-PKW der Nash Motors Company in Kenosha. Er wurde nur im Modelljahr 1930 gefertigt.
Der Twin Ignition Eight, Modell 490, hatte Fahrgestelle mit 3.150 mm oder 3.378 mm Radstand. Der obengesteuerte Achtzylinder-Reihenmotor mit Doppelzündung besaß 4.893 cm³ Hubraum (Bohrung × Hub (mm) = 82,6 × 114,3) und entwickelte 100 bhp (74 kW) bei 3.200/min. Die Motorkraft wurde über eine Einscheiben-Trockenkupplung und ein Dreiganggetriebe (mit Mittelschaltung) an die Hinterräder übertragen. Alle vier Räder wurden mechanisch gebremst.
Es gab verschiedenste offene und geschlossene Aufbauten mit 2 bis 7 Sitzplätzen.
1931 ersetzte das Modell 890 den Twin Ignition Eight.